# Cephalotrigona femorata
Cephalotrigona femorata, chamada popularmente de mombucão-amazonense mombucão-da-amazônia, língua-de-einstein e abelha-sem-ferrão, é uma espécie de abelha da subfamília dos apíneos (Apinae), endêmica da América do Sul e distribuída em áreas florestadas.

## Etimologia
O nome popular abelha-sem-ferrão, que se comporta como sinônimo de abelha-da-terra, é comum de algumas espécies de meliponíneos. Mombuca, mumbuca, mombucão ou mumbucão, deriva do tupi mu'mbuka.

## Taxonomia e sistemática
Cephalotrigona femorata foi descrita por Frederick Smith em 1854 na publicação Catalogue of hymenopterous insects in the collection of the British Museum, Part 2. Apidae, com o nome Trigona femorata. O paradeiro de seu holótipo é desconhecido e sua localidade-tipo é Amazonas, no Brasil. Depois foi transferida ao gênero Cephalotrigona.

## Descrição
As espécies do gênero Cephalotrigona são abelhas de tamanho moderado (oito a 10 milímetros), geralmente marrom-escuras a pretas (Cephalotrigona femorata também pode ter coloração âmbar), com discretas marcas amarelas. Destacam-se pela crista preoccipital carenada a lamelada, face intensamente pontuada, pernas longas e metatíbias em forma de espátula ou raquete, com corbículas largas e borda retromarginal equipada apenas com cerdas simples. A crista preoccipital é bem desenvolvida e brilhante ao longo da região posterior ao vértice, enquanto a parte inferior da face e a região genal inferior contrastam por serem brilhantes e grosseiramente pontuadas, em oposição à face superior, à genal superior e ao mesoscuto, que são opacos e finamente pontuados. Operárias claras e escuras podem coabitar na mesma colônia.

## Distribuição e habitat
Cephalotrigona femorata ocorre na Bolívia (El Beni), Colômbia (Meta), Peru (Junim) e Brasil, onde está presente nos estados do Acre, Amapá (Macapá), Amazonas (Benjamin Constant, Beruri, Itacoatiara, Manaus), Maranhão (Chapadinha, Urbano Santos), Mato Grosso, Pará (Anajás, Belém, Santarém, Óbidos), Rondônia e Tocantins, no bioma da Amazônia e em zonas limítrofes com o Cerrado. Em termos hidrográficos, ocorre nas sub-bacias do Araguaia, do Gurupi, do Itapecuru, do Madeira, do Negro, do Solimões, do Tapajós, do Baixo Tocantins e do Xingu.

## Ecologia
Os ninhos do gênero Cephalotrigona são instalados em ocos de árvores e possuem entrada reduzida, do tamanho de uma abelha, sobre uma plataforma curta e arredondada feita exclusivamente de cerúmen e materiais escuros. Cephalotrigona femorata nidifica em árvore em floresta de terra firme e a entrada do ninho apresenta uma saliência enegrecida com forma de língua. Os favos de criação são horizontais e com grande diâmetro (22 centímetros). Produz mel de boa qualidade e acumula grande quantidade de própolis. As colônias são populosas, mas de manejo desafiador na meliponicultura. A espécie visita as seguintes plantas como fontes polínicas: amarantáceas (ex.: Alternanthera tenella), araliáceas (ex.: Schefflera morototoni), asteráceas (gêneros Eupatorium e Mikania), burseráceas (Protium heptaphyllum), cesalpiniáceas (gênero Caesalpinia e a espécie Cenostigma tocantinum), cecropiáceas (gênero Cecropia), clusiáceas (Vismia guianensis), cucurbitáceas (Gurania coccinea), fabáceas (Clitoria racemosa), flacourtiáceas (Casearia grandiflora), humiriáceas (Humiria balsamifera), lecitidáceas (Bertholletia excelsa), lorantáceas (Phthirusa micrantha), malpigiáceas (Byrsonima ciliata e Byrsonima chrysophylla), malváceas (Urena lobata), melastomatáceas (Bellucia grossularioides e Miconia myriantha), mimosáceas (Dinizia excelsa, Inga alba, Mimosa guilandinae var. spruceana, Mimosa pudica e Stryphnodendron guianense), miristicáceas (Virola venosa), mirtáceas (Myrcia fallax e Syzygium malaccense), oxalidáceas (Averrhoa carambola), palmas (Attalea maripa, Euterpe oleracea e Euterpe precatoria) e sapindáceas (gêneros Matayba e Talisia).

## Conservação
Em 2018, Cephalotrigona femorata foi classificada como pouco preocupante (LC) no Livro Vermelho da Fauna Brasileira Ameaçada de Extinção do Instituto Chico Mendes de Conservação da Biodiversidade (ICMBio). Não foram identificadas ameaças com impacto significativo sobre o risco de extinção da espécie quando considerada toda a sua área de distribuição. No entanto, no Centro-Oeste do Brasil, as populações de Cephalotrigona femorata vêm sendo afetadas pela conversão de florestas em pastagens, monocultivos e pela formação de grandes reservatórios para hidrelétricas. Além disso, segundo Kerr et al. (2001), a atividade de extração de mel por meleiros pode ter contribuído para a redução populacional nessa região. Em sua área de distribuição, a espécie está presente em algumas áreas de conservação: a Floresta Nacional de Carajás (Flona Carajás), o Parque Nacional dos Campos Ferruginosos (PARNA dos Campos Ferruginosos), a Reserva Extrativista Alto Juruá (Resex Alto Juruá), a Área de Proteção Ambiental Ilha do Bananal/Cantão (APA Ilha do Bananal/Cantão) e a Área de Proteção Ambiental Triunfo do Xingu (APA Triunfo do Xingu).